# Haemaphysalis xinjiangensis
Haemaphysalis xinjiangensis este o specie de căpușe din genul Haemaphysalis, familia Ixodidae, descrisă de H. T. Teng în anul 1980. Conform Catalogue of Life specia Haemaphysalis xinjiangensis nu are subspecii cunoscute.